# Фролы (Черниговская область)
Фролы (укр. Фроли) — село в Новгород-Северском районе Черниговской области Украины. До 19 июля 2020 года входило в состав Семёновского района.
Население 15 человек. Занимает площадь 0,1 км².
Код КОАТУУ: 7424780508. Почтовый индекс: 15444. Телефонный код: +380 4659.